# 王墓山古墳 (倉敷市)
王墓山古墳（おうぼさんこふん/おうはかやまこふん、赤井西1号墳）は、岡山県倉敷市日畑にある古墳。形状は円墳または方墳。王墓山古墳群（うち赤井西古墳群）を構成する古墳の1つ。岡山県指定史跡に指定されている。

## 概要
岡山県南部、足守川右岸の低丘陵（王墓山丘陵）上に築造された古墳である。丘陵一帯では多数の古墳の分布が知られ、そのうちで盟主墳になる。墳丘・石室は明治末年頃に大きな改変を受けている。
元々の墳形は円形または方形で、大きさは25メートル程度と推定される。埋葬施設は横穴式石室とされるが、現在は痕跡すら無く、石室内部に据えられた組合式家形石棺のみが残る。また多量の副葬品（東京国立博物館保管）の出土が知られる。築造時期は古墳時代後期の6世紀後半頃と推定される。特に石棺の様相から、こうもり塚古墳（総社市上林）との密接な関係が指摘される。
古墳域は1959年（昭和34年）に岡山県指定史跡に指定されている。現在では史跡整備のうえで「王墓の丘史跡公園」として公開されている。なお、付近には全国最大級の弥生墳丘墓である楯築墳丘墓や、古代寺院跡の日畑廃寺跡の立地も知られる。

## 埋葬施設

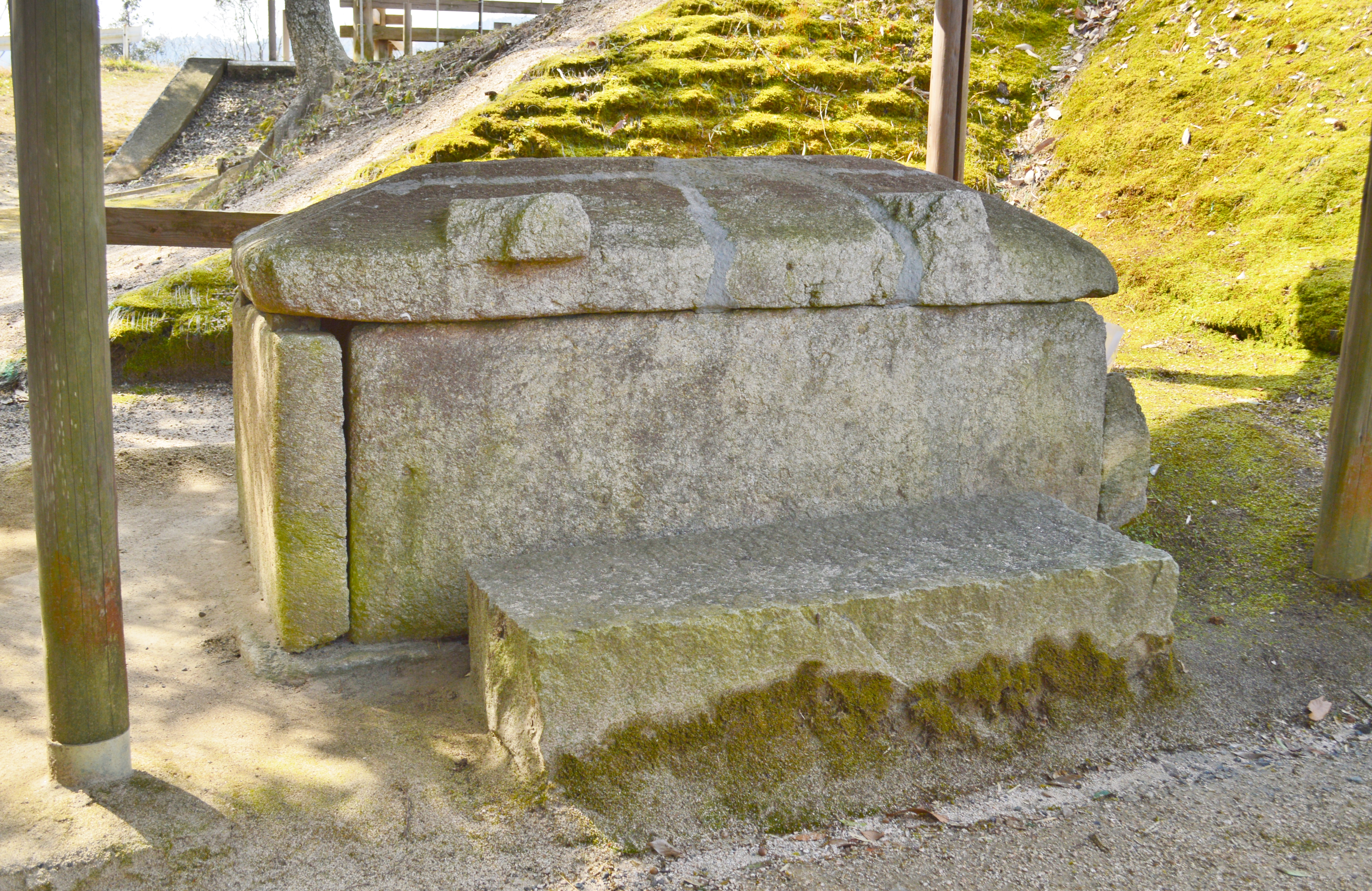
家形石棺

埋葬施設は横穴式石室と推定されるが、明治末頃に石材の切り出しがなされたことにより、現在は完全に失われていて詳らかでない。墳丘そばには石室から持ち出された石棺が残されている。石棺は、井原市浪形産の貝殻石灰岩（浪形石）製の組合式家形石棺。部材は7枚の石から成り、棺身は2.05メートルを測る。

## 出土品
古墳からの出土品としては、銅鏡（画文帯四仏四獣鏡）・金銅装馬具・鉄製武具・装身具類・須恵器など多数の副葬品がある。現在これらの出土品は東京国立博物館に保管される（ただし周辺古墳の出土品も混在する可能性がある）。

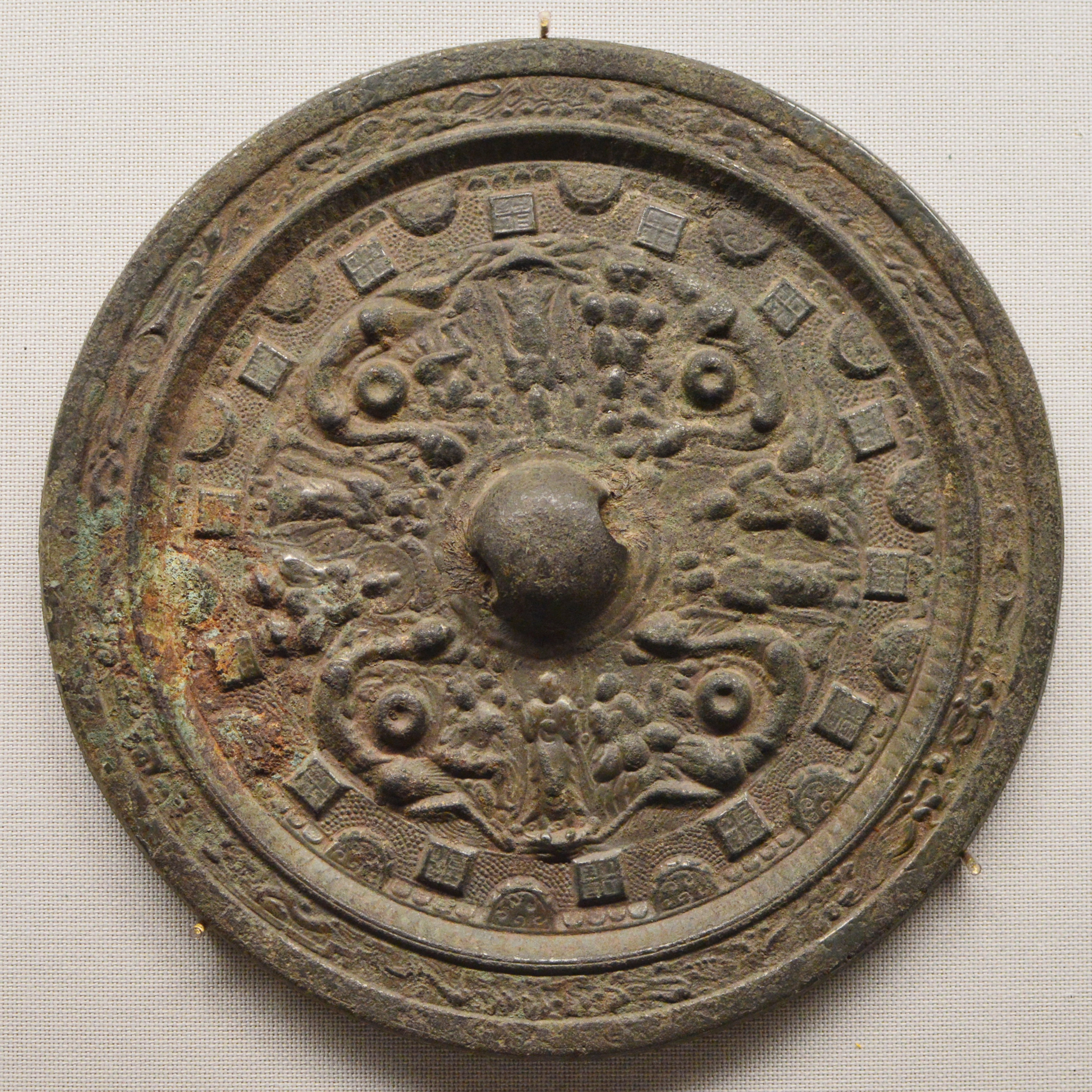
画文帯仏獣鏡 東京国立博物館展示。
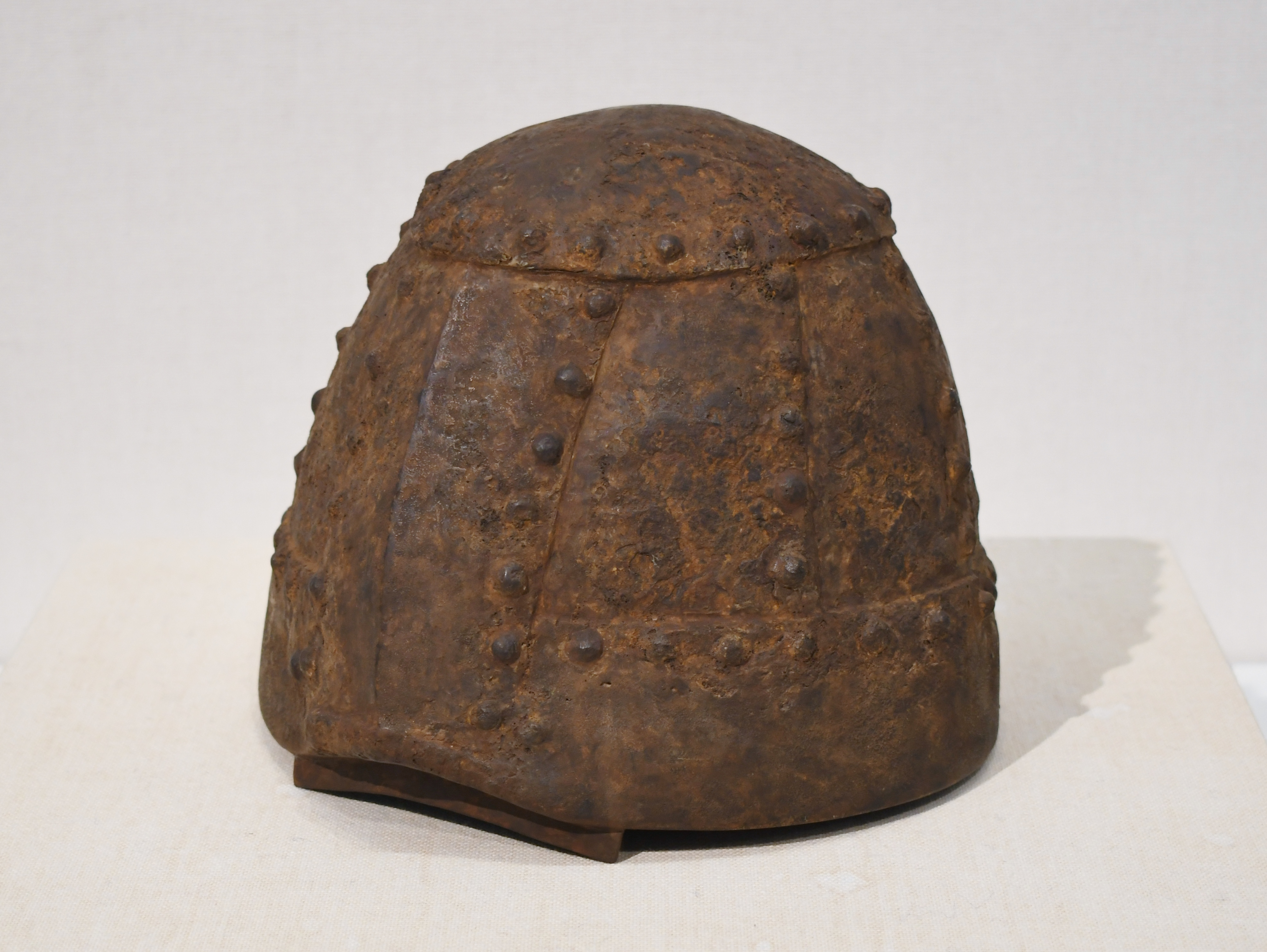
竪矧広板鋲留衝角付冑 東京国立博物館蔵、兵庫県立考古博物館企画展示時に撮影。
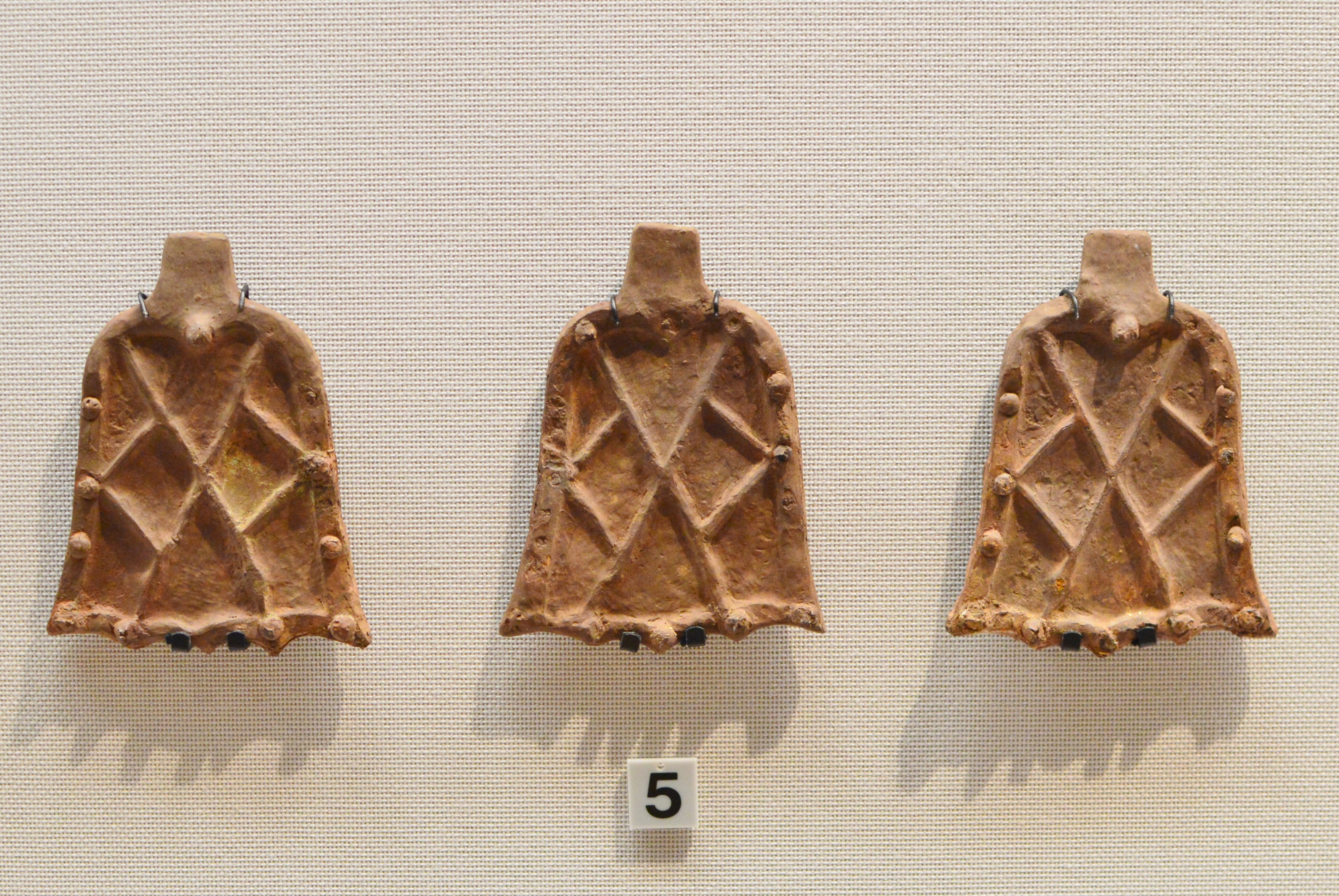
鐘形杏葉 東京国立博物館展示。
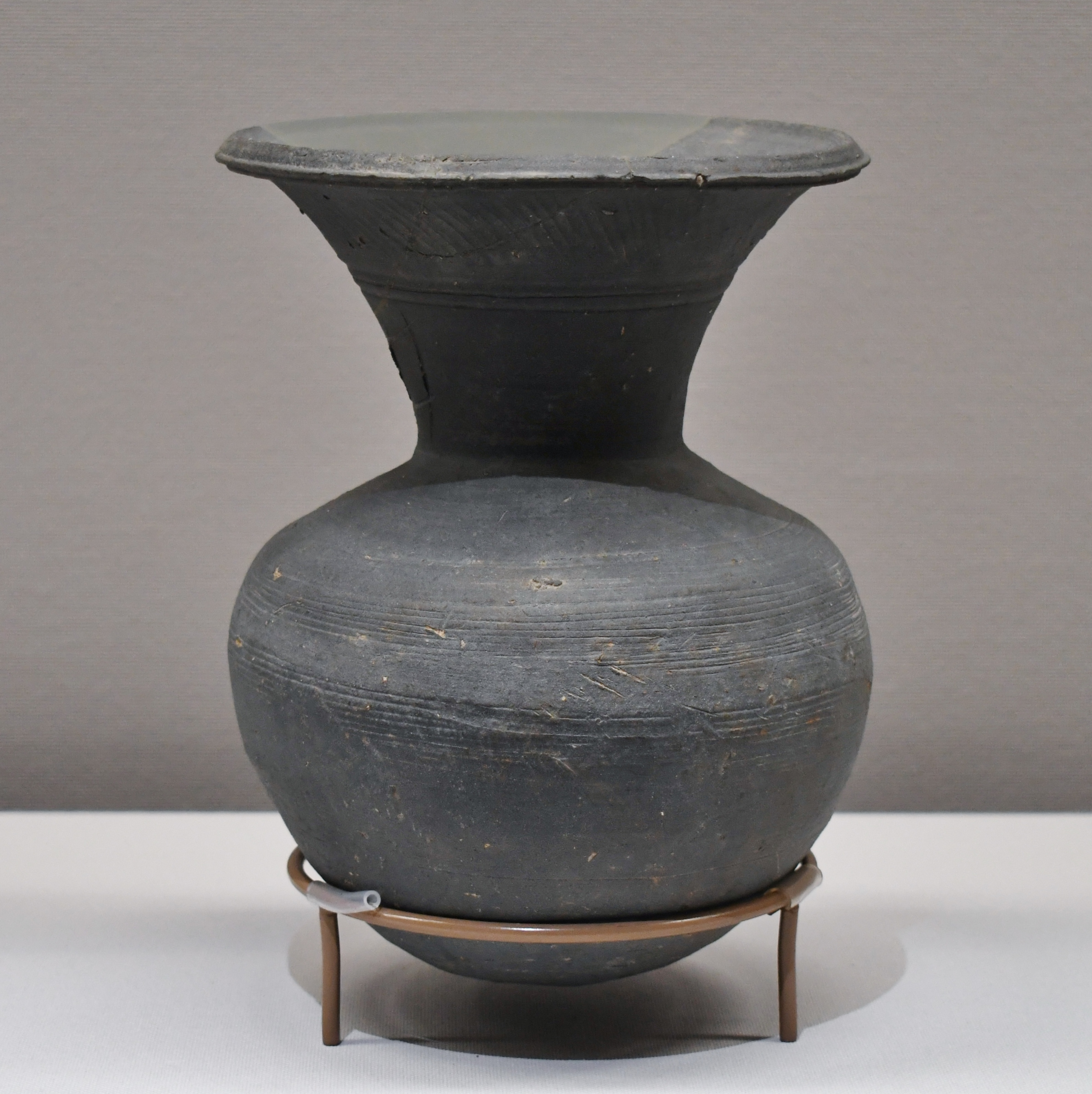
須恵器 広口壺 東京国立博物館展示。
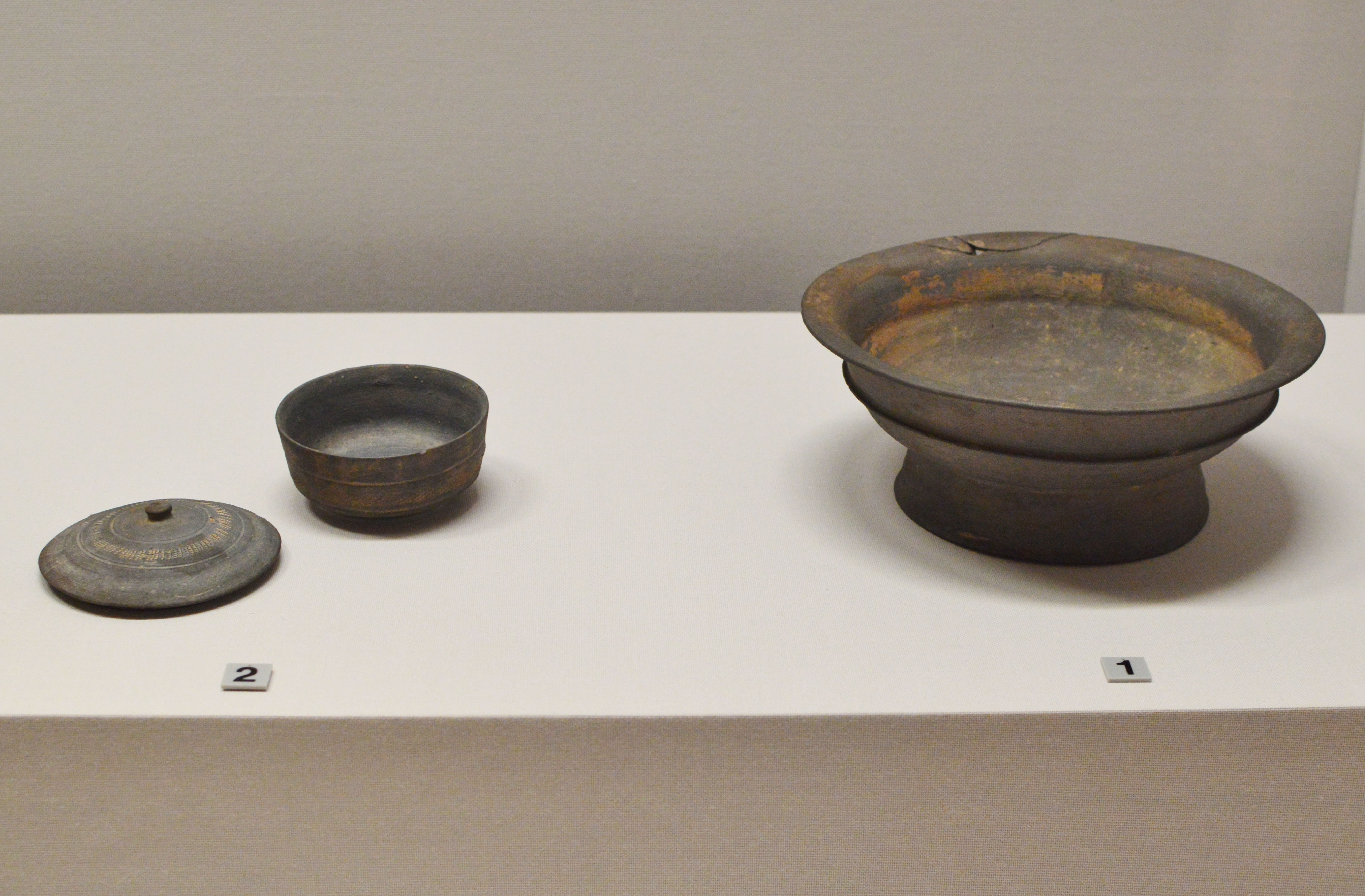
須恵器 蓋坏・須恵器 高台付椀 東京国立博物館展示。

## 文化財

### 岡山県指定文化財
- 史跡
  - 王墓山古墳 - 1959年（昭和34年）3月27日指定[1]。

## 関連施設
- 東京国立博物館（東京都台東区） - 王墓山古墳の出土品を保管。